# Louisiana (kunstmuseum)
 For alternative betydninger, se Louisiana. (Se også artikler, som begynder med Louisiana)
Louisiana Museum of Modern Art er et kunstmuseum beliggende i Humlebæk nord for København. Louisiana tiltrækker årligt over 700.000 gæster og er dermed Skandinaviens mest besøgte museum for moderne og samtidskunst. Det er kendt for sine internationale udstillinger, samt sin moderne arkitektur der bringer kunst, arkitektur og landskab sammen. Udover sine permanente og midlertidige udstillinger har museet en butik med danske designgenstande, en restaurant med udsigt over Øresund og et børnehus i tre etager, hvor der dagligt afholdes workshops.[7][8] Museet er med i Patricia Schultz' bog 1000 Places to See Before You Die.

## Udstillinger
Siden 1958 har Louisiana præsenteret international kunst og kultur for et bredt dansk og internationalt publikum. Det årlige program omfatter 6-10 udstillinger. I perioden 2020 til 2024 har museet huset udstillinger med kunstnere og arkitekter som Roni Horn, Franz Gertsch, Chaïm Soutine, Firelei Báez, Pussy Riot, Cave_bureau, Ragnar Kjartansson, Nan Goldin, Niko Pirosmani, Andy Warhol, Dana Schutz, Gauri Gill, Richard Prince, August Sander, Alex Da Corte, Dorothy Iannone, Forensic Architecture, Diane Arbus, Sonia Delaunay, Peter Cook, Jens Adolf Jerichau, Mika Rottenberg, Pia Arke, Mamma Andersson, Arthur Jafa, Troels Wörsel, Taryn Simon, Anupama Kundoo, Tetsumi Kudo, Per Kirkeby og Nancy Spero. Museet har også præsenteret store tværfaglige udstillinger med fokus på Arktis, Månen, Havet og andre emner.

## Samling
Moderne kunst
Louisianas samling af moderne kunst efter Anden Verdenskrig indeholder værker af kunstnere som Alberto Giacometti, Louise Bourgeois, Andy Warhol, Diane Arbus, Roy Lichtenstein, Anselm Kiefer, Francesca Woodman, Pablo Picasso, Philip Guston, Yves Klein, Susan Rothenberg, Robert Rauschenberg, Germaine Richier, David Hockney og Asger Jorn. I museets skulpturhave findes der eksempelvis værker af kunstnere som Henry Moore, Alexander Calder og Jean Arp.
Samtidskunst
Museets samling opdateres løbende gennem opkøb og donationer. Nyerhvervelser spænder over en bred vifte af medier og kunstneriske udtryk med værker af kunstnere som Roni Horn, Yayoi Kusama, Pipilotti Rist, William Kentridge, Marina Abramović, Cecily Brown, Dana Schutz, Sophie Calle, Alex Da Corte, Marlene Dumas, Nan Goldin, Shilpa Gupta, Ragnar Kjartansson, Mona Hatoum, Arthur Jafa, Cindy Sherman, Richard Prince, Ann Veronica Janssens, Amy Sillman, Jon Rafman, Tal R, Michel Majerus, Catherine Opie, Superflex, Rosemarie Trockel, Bouchra Khalili, Gauri Gill, Dora Budor og Nina Beier.

## Historie
Museet er grundlagt af Knud W. Jensen, som erhvervede villaen med det formål at etablere et museum for moderne kunst, som han var direktør for frem til 1991. Fra starten var det Knud W. Jensens vision at skabe et museum med sjæl, hvor kunsten kunne komme publikum i møde – ikke højstemt, men som noget, der taler direkte til beskueren. Han understregede det vigtige i behovet for "supplerende indhold", der kunne medvirke til at levendegøre og berige miljøet.

Louisiana fik sit navn af hofjægermester Alexander Brun, som opførte den villa (1855), der stadig udgør hovedindgangen i det nu af flere gange udvidede museum. Villaens navn er nok inspireret af de i alt tre kvinder, han nåede at gifte sig med – alle tre hed Louise. Knud W. Jensen valgte at "overtage" navnet fra det landsted, han efterfølgende omdannede til museum.
Knud W. Jensen fik arkitekterne Jørgen Bo og Vilhelm Wohlert til at tegne det kommende museum, og de fortsatte som arkitekter på en række om- og udbygninger gennem årene. Blandt de vigtigste kriterier for arbejdet var samspillet med naturen. Museet var et af de første eksempler på en modernistisk arkitektur i Danmark.
Siden 2000 har Poul Erik Tøjner været direktør, og under ham har Louisiana etableret sig på den globale scene. Hvert år præsenterer museet et program med 6 til 10 midlertidige udstillinger. Desuden er der et program af live-events, og flere nye initiativer har udvidet museets profil. Siden 2010 har Louisiana Literature-festivalen hvert år præsenteret forfattere fra hele verden. Et andet initiativ er Louisiana Channel, en non-profit platform, der siden 2012 har udsendt ugentlige videoer om kunst og kultur, med det formål at engagere nye generationer og fremme kulturel forståelse i det 21. århundrede.
I 2023 færdiggjorde Louisiana sin bæredygtighedsstrategi for 2050, som fokuserer på klima, cirkularitet, biodiversitet og social ansvarlighed. Museet sigter mod at reducere drivhusgasemissioner på tværs af driften og værdikæden, med verificerede reduktionsmål under Science Based Targets-initiativet, der er i overensstemmelse med Paris-aftalens 1,5 °C-mål. Louisiana er blevet certificeret som en "Green Attraction" på baggrund af museets miljøindsats.

## Partnere og sponsorer
Louisiana er en selvejende institution, der modtager offentligt tilskud. Størstedelen af museets finansiering stammer dog fra egen indtjening, som i høj grad styrkes af støtte fra partnere, sponsorer og fonde som A.P. Møller og Hustru Chastine Mc-Kinney Møllers Fond til almene Formaal, Augustinus Fonden, C.L. Davids Fond og Samling, Realdania og Ny Carlsbergfondet.

## Ledelse
- 1958 – 1991 Knud W. Jensen (museets stifter)[26]
- 1991 – 1995 Knud W. Jensen og Steingrim Laursen[27]
- 1995 – 1998 Lars Nittve[28]
- 1998 – 2000 Steingrim Laursen[29]
- 2000 – nu Poul Erik Tøjner[29]